# 黒羽前田テレビ中継局
座標: 北緯36度53分5.8秒 東経140度08分28.6秒 / 北緯36.884944度 東経140.141278度
黒羽前田テレビ中継局（くろばねまえだテレビちゅうけいきょく）は、栃木県大田原市の旧那須郡黒羽町域に置かれているテレビ中継局である。

## 概要
- 当テレビ中継局は、大田原市大字北野上字高戸屋の小富士山に置かれ、旧黒羽町域の一部へ電波を発射している。

## 送信施設概要

### 地上デジタル放送送信設備
| リモコンキーID | 放送局名            | 物理チャンネル | 空中線電力 | ERP  | 放送対象地域 | 放送区域内世帯数 |
| 1              | NHK宇都宮総合テレビ | 16ch           | 1W         | 4.2W | 栃木県       | 3034世帯         |
| 2              | NHK東京教育テレビ   | 26ch           | 1W         | 4.3W | 全国         | 3034世帯         |
| 3              | GYTとちぎテレビ     | 13ch           | 1W         | 4.3W | 栃木県       | 3034世帯         |
| 4              | NTV日本テレビ       | 25ch           | 1W         | 4.2W | 関東広域圏   | 3034世帯         |
| 5              | EXテレビ朝日        | 24ch           | 1W         | 4.2W | 関東広域圏   | 3034世帯         |
| 6              | TBSテレビ           | 22ch           | 1W         | 4.2W | 関東広域圏   | 3034世帯         |
| 7              | TXテレビ東京        | 23ch           | 1W         | 4.2W | 関東広域圏   | 3034世帯         |
| 8              | CXフジテレビ        | 21ch           | 1W         | 4.2W | 関東広域圏   | 3034世帯         |

- 2010年10月8日に予備免許交付、12月10日に本免許交付、12月24日に本放送開始。
- 民放は、デジタル新局として開局。
- 出力については、アナログ放送の1/3（≒33.3%）となるため、事実上の増力となる。
- NHK総合テレビの県域放送は、2012年4月1日から実施。

### 地上アナログ放送送信設備
| 放送局名          | チャンネル | 空中線電力        | ERP                | 放送対象地域 | 放送区域内世帯数 |
| NHK東京総合テレビ | 43ch       | 映像3W /音声750mW | 映像9.5W /音声2.4W | 関東広域圏   | 約-世帯          |
| NHK東京教育テレビ | 32ch       | 映像3W /音声750mW | 映像9.7W /音声2.4W | 全国         | 約-世帯          |

- 2011年7月24日深夜の停波を以って廃局となった。
- NTV、TBS、CX、EX、TX、GYTにはチャンネルが割り当てられていなかった。

## 偏波面
- デジタル・アナログ共、水平偏波。